# ISO 3166-2:KP
ISO 3166-2:KP là mục nhập cho Cộng hòa Dân chủ Nhân dân Triều Tiên trong ISO 3166-2, một phần của tiêu chuẩn ISO 3166 tiêu chuẩn được công bố bởi Tổ chức tiêu chuẩn hóa quốc tế (ISO), trong đó xác định mã cho tên của các phân khu chính (ví dụ: tỉnh hoặc bang) của tất cả các quốc gia được mã hóa theo ISO 3166-1.
Hiện tại đối với Bắc Triều Tiên, mã ISO 3166-2 được xác định cho 1 thành phố đô thị, 1 thành phố thủ đô, 1 thành phố đặc biệt và 9 tỉnh. Tất cả chúng ngoại trừ thành phố đô thị là các phân khu cấp tỉnh. Ba khu vực hành chính đặc biệt, ví dụ, Khu công nghiệp Kaesong, Vùng du lịch Núi Kim Cương và Đặc khu hành chính Sinuiju, không được liệt kê.
Mỗi mã bao gồm hai phần, cách nhau bởi dấu gạch nối. Phần đầu tiên là KP, mã ISO 3166-1 alpha-2 của Triều Tiên. Phần thứ hai là hai chữ số:
- 01: thủ đô
- 02–10: tỉnh
- 13: thành phố đặc biệt
- 14: thành phố đô thị

## Mã hiện tại
Tên phân khu được liệt kê như trong tiêu chuẩn ISO 3166-2 do Cơ quan bảo trì ISO 3166 (ISO 3166/MA) công bố.
Nhấp vào nút trong tiêu đề để sắp xếp từng cột.
| Mã    | Tên phân khu (vi) | Tên phân khu (ko)                      | Tên phân khu (ko) | Phân ngành         |
| Mã    | Tên phân khu (vi) | (McCune-Reischauer 1939)               | (KPS 11080:2002)  | Phân ngành         |
| ----- | ----------------- | -------------------------------------- | ----------------- | ------------------ |
| KP-01 | Bình Nhưỡng       | P'yǒngyang                             | Phyeongyang       | thành phố thủ đô   |
| KP-13 | Rason             | Rasǒn (local variant is Najin Sǒnbong) | Raseon            | thành phố đặc biệt |
| KP-14 | Nampo             | Namp’o                                 | Nampho            | thành phố đô thị   |
| KP-02 | Pyongan Nam       | P'yǒngan-namdo                         | Phyeongannamto    | tỉnh               |
| KP-03 | Pyongan Bắc       | P'yǒngan-bukto                         | Phyeonganpukto    | tỉnh               |
| KP-04 | Chagang           | Chagang-do                             | Jakangto          | tỉnh               |
| KP-05 | Hwanghae Nam      | Hwanghae-namdo                         | Hwanghainamto     | tỉnh               |
| KP-06 | Hwanghae Bắc      | Hwanghae-bukto                         | Hwanghaipukto     | tỉnh               |
| KP-07 | Kangwon           | Kangwǒn-do                             | Kangweonto        | tỉnh               |
| KP-08 | Hamgyong Nam      | Hamgyǒng-namdo                         | Hamkyeongnamto    | tỉnh               |
| KP-09 | Hamgyong Bắc      | Hamgyǒng-bukto                         | Hamkyeongpukto    | tỉnh               |
| KP-10 | Ryanggang         | Ryanggang-do                           | Ryangkangto       | tỉnh               |

Ghi chú
1. ↑  Chỉ để tham khảo, tên tiếng Anh và tiếng Việt không có trong tiêu chuẩn ISO 3166-2.

## Thay đổi
Các thay đổi sau đây cho mục nhập được liệt kê trên danh mục trực tuyến của ISO, Nền tảng duyệt trực tuyến:
| Ngày thay đổi có hiệu lực | Mô tả ngắn về sự thay đổi (vi)                                                                                          |
| ------------------------- | --- |
| 2017-11-23                | Thay đổi chính tả của KP-10, KP-13 (McCune-Reischauer, 1939); bổ sung thành phố đô thị KP-14; Cập nhật danh sách nguồn. |
| 2014-12-18                | Xóa khoảng trắng giữa "de" và dấu ngoặc đơn trong chữ viết tắt tên tiếng Pháp ngắn.                                     |
| 2010-02-19                | Cập nhật quản trị, thay thế các ký tự chữ cái bằng các ký tự số trong phần tử mã thứ hai                                |

Những thay đổi sau đây cho mục đã được ISO 3166/MA công bố trong các bản tin kể từ lần xuất bản đầu tiên của ISO 3166-2 vào năm 1998. ISO đã ngừng phát hành bản tin vào năm 2013.
| Bản tin         | Ngày xuất bản                    | Mô tả về sự thay đổi trong bản tin                                                       | Code/Subdivision change                                                                        |
| --------------- | -------------------------------- | ---------------------------------------------------------------------------------------- | ---------------------------------------------------------------------------------------------- |
| Newsletter I-4  | 2002-12-10                       | Ngoài ra một thành phố đặc biệt. Phân loại phân loại trong tiêu đề được sắp xếp lại      | Phân khu được thêm vào:KP-NAJ Najin Sonbong-si                                                 |
| Newsletter I-6  | 2004-03-08                       | Sửa lỗi chính tả trong tiêu đề của nguồn danh sách                                       |                                                                                                |
| Newsletter II-1 | 2010-02-03(corrected 2010-02-19) | Cập nhật quản trị, thay thế các ký tự chữ cái bằng các ký tự số trong phần tử mã thứ hai | Phân khu được xóa bỏ:KP-KAE Kaesong-si KP-NAM Nampo-si Mã:định dạng đã thay đổi (xem bên dưới) |

### Mã đã thay đổi trong Bản tin II-1
| Trước  | Sau   | Tên phân khu     |
| ------ | ----- | ---------------- |
| KP-CHA | KP-04 | Chagang-do       |
| KP-HAB | KP-09 | Hamgyongbuk-do   |
| KP-HAN | KP-08 | Hamgyongnam-do   |
| KP-HWB | KP-06 | Hwanghaebuk-do   |
| KP-HWN | KP-05 | Hwanghaenam-do   |
| KP-KAN | KP-07 | Kangwon-do       |
| KP-PYB | KP-03 | Pyonganbuk-do    |
| KP-PYN | KP-02 | Pyongannam-do    |
| KP-YAN | KP-10 | Yanggang-do      |
| KP-NAJ | KP-13 | Najin Sonbong-si |
| KP-PYO | KP-01 | Pyongyang-si     |